# Norbert Grupe
Norbert Grupe junior (* 25. August 1940 in Berlin; † 10. März 2004 bei Puerto Vallarta, Mexiko) war ein deutscher Profiboxer und Schauspieler. Er war auch bekannt unter seinem Pseudonym Wilhelm von Homburg.

## Leben
Grupe begann seine sportliche Karriere in den 1950er Jahren an der Seite seines Vaters Richard Grupe, ebenfalls Boxer, in Wrestling-Shows. Bei Auftritten in den USA legte er sich hierfür den Namen Prinz Wilhelm von Homburg zu, unter anderem auch weil sein deutscher Name im Englischen groupie ausgesprochen wurde. 1962 wechselte er zum Profiboxen. Von 46 Profikämpfen gewann er 29; jedoch gewann der Halbschwergewichtler nie einen Weltmeister- oder Europameistertitel.
Als legendär gilt sein Auftritt am 21. Juni 1969 im Aktuellen Sportstudio des ZDF nach seiner Niederlage in der dritten Runde gegen Óscar Bonavena, als Grupe im Laufe des Interviews auf Fragen des Moderators Rainer Günzler nicht mehr antwortete. Hintergrund war ein vorangegangener Beitrag Günzlers für die ZDF-Sendung Der Sport-Spiegel, in dem sich Günzler kritisch mit den sportlichen Leistungen Grupes auseinandersetzte und sich eher abfällig zu Grupes manchmal skurrilen Auftritten in der Öffentlichkeit ausließ. Daraufhin soll Grupe vor Freunden geschworen haben: „Das kriegt der zurück!“ Wegen dieses Verhaltens wurde er vom Bund Deutscher Berufsboxer mit einer lebenslangen Sperre belegt, gegen die er erfolgreich juristisch vorging.
In seinem vorletzten Kampf unterlag Grupe Jürgen Blin nach Punkten. Blin äußerte sich nach dem Kampf sehr beeindruckt über Grupes Schlagkraft.
Wegen mehrerer krimineller Aktivitäten verbrachte Grupe insgesamt fünf Jahre seines Lebens in Haft.
Bereits während seiner sportlichen Laufbahn begann Grupe eine Karriere als Schauspieler. Zunächst folgten, nach einer Folge der Fernsehserie Rauchende Colts im Jahre 1964, Statistenrollen in den Kinofilmen Morituri von Bernhard Wicki aus dem Jahr 1965 und in Alfred Hitchcocks Der zerrissene Vorhang im Jahr 1966 als Mann im Bus. 1969 erhielt Grupe an der Seite von Mario Adorf in Die Herren mit der weißen Weste eine größere Rolle als krimineller Boxer Max Graf. In diesem Film sind im Boxstall Plakate zu seinen Kämpfen zu sehen. 1977 spielte er einen Zuhälter in dem Film Stroszek von Werner Herzog. Größere Erfolge im Schauspielfach blieben ihm jedoch zeitlebens versagt. Seine bekanntesten Rollen waren der Auftritt als finsterer Karpatenfürst Vigo in dem Film Ghostbusters II und als einer der Gangster in Stirb langsam. Seine deutsche Synchronstimme stammt von Helmut Krauss.
Im Jahr 2000 drehte der deutsche Filmemacher Gerd Kroske den preisgekrönten Dokumentarfilm Der Boxprinz, in dem er ein Porträt des schillernden Lebens Norbert Grupes zeichnete.
Grupe lebte zuletzt in Los Angeles. Am 10. März 2004 starb er im Alter von 63 Jahren in Puerto Vallarta (Mexiko) an Lungenkrebs.

## Filmografie (Auswahl)
- 1965: Morituri
- 1966: Der zerrissene Vorhang (Torn Curtain)
- 1967: Pension Clausewitz
- 1968: Die Teufelsbrigade (The Devil’s Brigade)
- 1969: Die Herren mit der weißen Weste
- 1977: Stroszek
- 1988: Stirb langsam (Die Hard)
- 1989: Ghostbusters II
- 1989: Die Killer-Brigade (The Package)
- 1990: From Bagman to Bigtime (Kurzfilm)
- 1992: Ihr größter Coup (Diggstown)
- 1991: Eye of the Storm
- 1991: Kickboxer USA – Die Nacht der Fighters (Night of the Warrior)
- 1990: Midnight Cabaret
- 1994: Die Mächte des Wahnsinns (John Carpenter’s In the Mouth of Madness)
- 1994: Das Schweigen der Hammel (Il silenzio dei prosciutti)
- 2000: Rosa Roth (Fernsehserie, Folge Tod eines Bullen)
- 2002: Der Boxprinz (Dokumentarfilm)